# オールスター・レスリング
オールスター・レスリング（All Star Wrestling、略称：ASW）は、イギリスのプロレス団体。イングランドのリヴァプールを拠点としている。

## 歴史
1970年、レフェリーを務めていたブライアン・ディクソンがレスリング・エンタープライズを設立。同年、リヴァプールで旗揚げ戦を開催。
1984年、団体名をオールスター・レスリングに改称。
日本のWRESTLE-1と友好関係で多くの選手が参戦したり、ASWからもWRESTLE-1に選手が参戦している。

## タイトル
- ASWブリティッシュ・ヘビー級王座
- ASWブリティッシュ・ミッドヘビー級王座
- ASWブリティッシュ・ライトヘビー級王座
- ASWブリティッシュ・タッグ王座
- ASWブリティッシュ女子王座